# Acrocercops paliacma
Acrocercops paliacma är en fjärilsart som beskrevs av Edward Meyrick 1930. Acrocercops paliacma ingår i släktet Acrocercops och familjen styltmalar.
Artens utbredningsområde är Vietnam. Inga underarter finns listade i Catalogue of Life.